# Colorado Xplosion 1996-1997
La stagione 1996-97 delle Colorado Xplosion fu la 1ª nella ABL per la franchigia.
Le Colorado Xplosion arrivarono prime nella Western Conference con un record di 25-15. Nei play-off persero in semifinale con le Richmond Rage (2-0).

## Roster
| N° | Naz.                   | Ruolo | Sportivo           | Anno | Alt. | Peso |
| -- | ---------------------- | ----- | ------------------ | ---- | ---- | ---- |
|    | Stati Uniti (bandiera) | G     | Markita Aldridge   | 1973 | 180  | 69   |
|    | Stati Uniti (bandiera) | G     | Debbie Black       | 1966 | 160  | 56   |
|    | Stati Uniti (bandiera) | G     | Lisa Branch        |      | 163  |      |
|    | Stati Uniti (bandiera) | G     | Edna Campbell      | 1968 | 173  | 69   |
|    | Stati Uniti (bandiera) | AC    | Sylvia Crawley     | 1972 | 196  | 85   |
|    | Stati Uniti (bandiera) | AC    | Mara Cunningham    | 1973 | 193  |      |
|    | Polonia (bandiera)     | AC    | Katarzyna Dydek    | 1970 | 201  | 86   |
|    | Stati Uniti (bandiera) | G     | Nekeshia Henderson | 1973 | 173  | 65   |
|    | Stati Uniti (bandiera) | G     | Melody Howard      | 1972 | 175  | 66   |
|    | Stati Uniti (bandiera) | G     | Cherilyn Morris    |      |      |      |
|    | Stati Uniti (bandiera) | GA    | Crystal Robinson   | 1974 | 180  | 70   |
|    | Stati Uniti (bandiera) | G     | Nikki Rouillard    | 1970 | 170  | 59   |
|    | Stati Uniti (bandiera) | G     | Shelley Sheetz     | 1975 | 167  | 59   |
|    | Stati Uniti (bandiera) | G     | Charlotte Smith    | 1975 | 178  | 66   |
|    | Stati Uniti (bandiera) | C     | Vonda Ward         | 1973 | 198  | 77   |

## Staff tecnico
Allenatore: Sheryl Estes